# Magdalena Jakober
Magdalena „Leni“ Nadine Jakober (* 6. Juli 1993 in Linz) ist eine österreichische Fußballspielerin.

## Karriere

### Vereine
Jakober begann ihre Karriere im September 2001 im Nachwuchs des SV Traun. Im Juli 2008 verließ sie den SV Traun und wechselte zu den Ladies LASK Linz. Dort spielte sie zunächst in der Jugend und ab der Saison 2008/09 in der Reserve, bevor sie 2009 zu Union Kleinmünchen wechselte.
Nachdem 2011 ein Wechsel gescheitert war, unterschrieb sie in der Sommerpause 2012 in Deutschland beim deutschen Bundesligisten FF USV Jena einen Einjahresvertrag. Sie gab ihr Debüt für Jena im Freundschaftsspiel gegen die Kreisauswahl Hersfeld/Rotenburg am 29. Juli 2012. Am 24. März 2013 absolvierte sie ihr Bundesliga-Debüt für den FF USV Jena, als sie in der 80. Minute für Amber Hearn eingewechselt wurde.
Nachdem Jakober mit der zweiten Mannschaft des FF USV Jena aus der 2. Bundesliga abstieg, wechselte sie zum FFV Leipzig. Jakober spielte ihr Debüt für Leipzig beim DFB-Pokal Erstrunden Erfolg über den SV Henstedt-Ulzburg. Nachdem Jakober in der Saison 2014/2015 in 17 Spielen für den FFV Leipzig zum Einsatz gekommen war, wechselte sie im Sommer 2015 zum ETSV Würzburg. Dort kam sie verletzungsbedingt nur zu sechs Saison-Einsätzen, woraufhin sie im Juli 2016 zum TSV Crailsheim wechselte. Nachdem Jakober nur zu sechs Einsätzen bei TSV Crailsheim gekommen war, kehrte sie im Jänner 2017 zu ETSV Würzburg zurück.
In der Winterpause der Saison 2017/18 wechselte Jakober zum Zweitligisten Arminia Bielefeld. Nach 9 Spielen in der 2. Bundesliga Nord wechselte Jakober zum Frauen-Bundesliga-Aufsteiger Borussia Mönchengladbach.

### Nationalmannschaft
Jakober spielte für die österreichische U-17- und U-19-Nationalmannschaft. Seit dem Jahr 2013 gehört sie zum A-Kader der österreichischen Frauen-Nationalmannschaft.

## Persönliches
Neben ihrer Fußballkarriere studiert sie Bildungswissenschaft an der Julius-Maximilians-Universität in Würzburg.